# 卡琳·莫滕森
卡琳·莫滕森（丹麥語：Karin Mortensen，1977年9月26日—），丹麦前女子手球运动员。她曾代表丹麦国家队参加2000年、2004年和2012年夏季奥林匹克运动会手球比赛，获得二枚金牌。